# Hirtenbach (Bühler)
Der Hirtenbach ist ein etwa vier Kilometer langer Bach auf der Sulzdorfer Stadtteilgemarkung von Schwäbisch Hall und an deren Rand im Landkreis Schwäbisch Hall im nordöstlichen Baden-Württemberg, der vor Sulzdorf-Anhausen von links in die Bühler mündet.

## Geographie

### Quelle und Verlauf
Das Quellgebiet des Hirtenbachs liegt südöstlich des Hehlbergs und nordöstlich des Höhenrückens Birkentöbele, nahe der Straße K 2627 Sulzdorf–Herlebach, etwa auf 435 m ü. NHN im Waldgebiet Höning. Von dort fließt der junge Bach zwischen Heidelberg im Norden und Burkhart im Süden durch die Winterklinge  in Richtung Ostnordost. Nach etwa einem Kilometer erreicht er die Flurgrenze, an der er einen weniger als 0,1 ha großen Teich speist und aufs Gelände des Golfplatzes Dörrenzimmern übertritt.
In gleichbleibender Richtung durchquert er diesen, unterwegs beim Klubgebäude von einer kleinen Steinbogenbrücke überspannt, unterquert dann die L 1060 und fließt durch den Weiler Schwäbisch Hall-Dörrenzimmern. Danach, inzwischen in kleiner Geländemulde, die vor allem rechtsseitig deutlich einfällt, zieht er in nordöstlicher Richtung weiter und am Haller Weiler Buch auf dem rechten Hügelrücken vorbei, wonach er an einem ehemaligen Bahnwärterhäuschen die Bahnstrecke Crailsheim–Heilbronn und die K 2602 Sulzdorf–Buch unterquert.
Keine 0,6 km später speist er einen fast 0,1 ha großen Fischteich und kehrt sich dort abrupt nach Nordnordwest. Auf seinen letzten 0,3 km tieft er sich in einer bewaldeten Klinge um fast 30 Höhenmeter ein und mündet danach, etwa 300 Meter südöstlich von Sulzdorf-Anhausen, an einem schlecht zugänglichen südlichen Prallhang derselben auf etwa 318 m ü. NHN von links in die Bühler. Auf dem spitzen Mündungssporn rechts stand im Mittelalter die Burg Buch, von der in der Natur heute kaum mehr etwas zu erkennen ist.
Der Hirtenbach mündet nach einem 3,9 km langen Lauf mit mittlerem Sohlgefälle von etwa 30 ‰ etwa 117 Höhenmeter unterhalb seines Ursprungs.

### Einzugsgebiet
Der Hirtenbach hat ein Einzugsgebiet von 2,1 km² Größe, das naturräumlich betrachtet im oberen Teil zum Unterraum Limpurger Berge der Schwäbisch-Fränkischen Waldberge zählt, mit dem mittleren und unteren Einzugsgebiet zum Unterraum Vellberger Bucht der Hohenloher und Haller Ebene. Der mit 504 m ü. NHN höchste Punkt liegt an der Nordwestecke auf der Hochfläche des Hehlbergs.
Das Einzugsgebiet liegt in Gestalt eines Schlauchs wenig schwankender Breite um den etwa nordöstlich ziehenden Bachlauf. An der linken, nordwestlichen Seite grenzt es an dasjenige des Sulzdorfer Schwarzenlachenbaches; über die ersten zwei Drittel des Laufs konkurriert jenseits der Wasserscheide, die im Bereich von Dörrenzimmern teils weniger als fünf Meter über dem Bachbett des Hirtenbachs liegt, unmittelbar dessen rechter Zufluss Erlenbach. Erst im äußersten Norden schiebt sich davor ein winziger, als feldwegbegleitender Graben beginnender Klingenbach direkt zur Bühler.
Auf der anderen, rechten Seite konkurrieren von der Mündung aufwärts bis Buch rechts keine anderen Nebenflüsse zur Bühler, hier gibt es nur zeitweilige Hanggerinne. Oberhalb von Buch grenzt im Osten das Einzugsgebiet des kurzen Bühler-Zuflusses Bärenbachs an, noch weiter bachaufwärts der Vellberger Steinbachs, der ebenfalls der Bühler zufließt und in ähnlicher Lage wie der Hirtenbach nur wenig südlich von diesem entspringt. Jenseits eines nur kurzen Stück westlicher Wasserscheide auf dem Bergrücken Birkentöbele und einem Teil des sich noch darüber erhebenden Hehlbergs fließt die Fischach zur Bühler viel weiter flussaufwärts.

### Geologie
Das Quellgebiet des Hirtenbachs liegt an einem der typischen feuchten Hänge im oberen Gipskeuper (Grabfeld-Formation) unterhalb des Schilfsandsteins (Stuttgart-Formation), der den Höhenrücken Birkentöbele ganz im Westen bedeckt. Über diesem liegen im Sektor des Hehlbergs, der gerade noch im Einzugsgebiet liegt, Obere Bunte Mergel (Mainhardt-Formation) am Hang und Kieselsandstein (Hassberge-Formation) auf der Hochfläche.
Die zwei den Hirtenbach-Oberlauf einrahmenden Bergausläufer von Heidelberg im Norden und Burkhardt im Süden sind von Verebnungsflächen der Corbula-Bank des Gipskeupers bedeckt. Den Unterkeuper erreicht der Hirtenbach dann etwa am Ortsende Dörrenzimmern am Beginn seiner Geländemulde, den Oberen Muschelkalk zwischen der Bahnlinie und dem Fischteich am Unterlauf.
Zwischen seinem Waldaustritt und Dörrenzimmerns hat der Bach über dem Gipskeuper eine teils breite Zone viel jüngeren quartären Auensediments abgelagert. Mit dem Richtungsknick am Fischteich unterhalb von Buch folgt der Bach der sogenannten Vellberger Störung, die nordwestlich zieht; wenig zuvor schon quert eine kleine Parallelstörung zu dieser die Bachmulde.

### Natur und Schutzgebiete
Der Oberlauf liegt in einem recht flachen Waldtal, in dem der Nadelwald dominiert. Ab der Flurgrenze fließt der Bach durch Wiesen, dabei zumeist von Ufergebüsch begleitet. Durch Dörrenzimmern zieht der Bach in offenem Lauf zwischen nicht sehr dicht stehenden Häusern und Gehöften. Die kleine Talmulde zwischen Dörrenzimmern und der Bahnlinie  wird meist als Tierweide genutzt, hier sieht man zwischen verstrauchtem Uferbereich auch zuweilen kleine Wälder aus Drüsigem Springkraut. Die begleitenden Hügel werden beackert. Vor der Bahnunterquerung liegt rechts ein kleines Quellmoor, das als flächenhaftes Naturdenkmal unter Schutz steht. Das restliche offene Gelände am Unterlauf gehört dem Landschaftsschutzgebiet Bühlertal zwischen Vellberg und Geislingen mit Nebentälern und angrenzenden Gebieten an, der folgende kurze Waldklingenabschnitt ab etwa dem Fischteich dem Naturschutzgebiet Unteres Bühlertal.

### Zuflusssystem
Außer aus je nach Jahreszeit oft trockenen kleinen Talmulden von den zwei beidseitigen Bergrücken her, deren längste unweit des Wanderparkplatzes unterm Hehlberg an der L 2627 beginnt, hat der Hirtenbach nur Zufluss von nahen Quellen am Mittel- und Unterlauf.

### Ortschaften
Der Hirtenbach liegt mit Bett und Einzugsgebiet insgesamt auf der Gemarkung Sulzdorf der Stadt Schwäbisch Hall, ausgenommen die rechte Seite von Bach und Mündungsklinge, die zur Vellberger Gemarkung rechnet. Der Vellberger Anteil am Einzugsgebiet umfasst weniger als 1,4 ha und grenzt auf nur etwa 0,2 km an den untersten Lauf.
Die einzige Ansiedlung am Bachlauf selbst ist der Weiler Dörrenzimmern.

### LUBW
Amtliche Online-Gewässerkarte mit passendem Ausschnitt und den hier benutzten Layern: Lauf und Einzugsgebiet des Hirtenbachs

Allgemeiner Einstieg ohne Voreinstellungen und Layer: Daten- und Kartendienst der Landesanstalt für Umwelt Baden-Württemberg (LUBW) (Hinweise)
1. 1 2  Höhe nach dem Höhenlinienbild auf dem Hintergrundlayer Topographische Karte.
2. ↑  Länge nach dem Layer Gewässernetz (AWGN).
3. ↑  Einzugsgebiet nach dem Layer Basiseinzugsgebiet (AWGN).
4. 1 2  Seefläche nach dem Layer Stehende Gewässer.
5. ↑  Höhe nach schwarzer Beschriftung auf dem Hintergrundlayer Topographische Karte.
6. ↑  Schutzgebiete nach den einschlägigen Layern, Natur teilweise nach dem Layer Biotop.
7. ↑  Einzugsgebiet abgemessen auf dem Hintergrundlayer Topographische Karte.
8. ↑  Länge abgemessen auf dem Hintergrundlayer Topographische Karte.

### Andere Belege
1. ↑  Modellierte Werte nach Abfluss-BW Gewässerknoten MQ/MNQ
2. ↑  Wolf-Dieter Sick: Geographische Landesaufnahme: Die naturräumlichen Einheiten auf Blatt 162 Rothenburg o. d. Tauber. Bundesanstalt für Landeskunde, Bad Godesberg 1962. → Online-Karte (PDF; 4,7 MB)
3. ↑  Geologie, ausgenommen das untersten Einzugsgebiet, nach der unter → Literatur aufgeführten geologischen Karte. Der dort fehlende Teil (und auch der größere) etwas gröber nach den Layern zu Geologische Karte 1:50.000 auf: Mapserver des Landesamtes für Geologie, Rohstoffe und Bergbau (LGRB) (Hinweise)